# Головна компресорна станція
Головна компресорна станція (рос. главная компрессорная станция; англ. main (base) compressor station; нім. zentrale Erdölumpumpenstation f) — комплекс устаткування для підвищення тиску природного газу, що поступає з родовища в газопровід магістральний. Головна компресорна станція вводиться в експлуатацію, коли через зниження пластового тиску при заданому відборі газу не забезпечується підтримання розрахованого тиску в газопроводі.